# رن الغربي
رن الغربي، قرية من قرى محافظة العيص، والتابعة لمنطقة المدينة المنورة في السعودية.